# Gulufia
Gulufia is een geslacht van hooiwagens uit de familie Assamiidae.
De wetenschappelijke naam Gulufia is voor het eerst geldig gepubliceerd door Roewer in 1935. 

## Soorten
Gulufia is monotypisch en omvat slechts de volgende soort:
- Gulufia frontalis